# Норвегія на зимових Олімпійських іграх 1956
Норвегія на зимових Олімпійських іграх 1956 року, які проходили в італійському місті Кортіна-д'Ампеццо, була представлена 45 спортсменами (37 чоловіками та 8 жінками) у 6 видах спорту. Прапороносцем на церемоніях відкриття та закриття Олімпійських ігор був двоборець Сверре Стенерсен.
Норвезькі спортсмени вибороли 4 медалі, з них 2 золотих, 1 срібну та 1 бронзову. Олімпійська збірна Норвегії зайняла сьоме загальнокомандне місце.

## Медалісти
| Медаль | Призери          | Вид спорту          | Дисципліна             |
| ------ | ---------------- | ------------------- | ---------------------- |
| Золото | Галлгейр Бренден | Лижні гонки         | 15 км (чоловіки)       |
| Золото | Сверре Стенерсен | Лижне двоборство    | індивідуальні змагання |
| Срібло | Кнут Йоганнесен  | Ковзанярський спорт | 10,000 м (чоловіки)    |
| Бронза | Альв Г'єстванг   | Ковзанярський спорт | 500 м (чоловіки)       |

## Бобслей
| Екіпаж | Спортсмени                       | Дисципліна | Спуск 1 | Спуск 1 | Спуск 2 | Спуск 2 | Спуск 3 | Спуск 3 | Спуск 4 | Спуск 4 | Разом   | Разом |
| Екіпаж | Спортсмени                       | Дисципліна | Час     | Місце   | Час     | Місце   | Час     | Місце   | Час     | Місце   | Час     | Місце |
| ------ | -------------------------------- | ---------- | ------- | ------- | ------- | ------- | ------- | ------- | ------- | ------- | ------- | ----- |
| NOR-1  | Рейдар Альвеберг Арнольд Дюрдаль | Двійки     | 1:29.04 | 22      | 1:26.83 | 17      | DNF     | –       | 1:28.86 | 19      | DNF     | –     |
| NOR-2  | Арне Рогден Одд Соллі            | двійки     | 1:27.57 | 20      | 1:26.90 | 19      | 1:28.81 | 21      | 1:29.05 | 21      | 5:52.33 | 20    |

| Екіпаж | Спортсмени                                              | Дисципліна | Спуск 1 | Спуск 1 | Спуск 2 | Спуск 2 | Спуск 3 | Спуск 3 | Спуск 4 | Спуск 4 | Разом   | Разом |
| Екіпаж | Спортсмени                                              | Дисципліна | Час     | Місце   | Час     | Місце   | Час     | Місце   | Час     | Місце   | Час     | Місце |
| ------ | ------------------------------------------------------- | ---------- | ------- | ------- | ------- | ------- | ------- | ------- | ------- | ------- | ------- | ----- |
| NOR-1  | Арне Рогден Арнольд Дюрдаль Одд Соллі Трюгве Брудевольд | Четвірки   | 1:20.96 | 16      | 1:20.08 | 13      | 1:20.45 | 11      | 1:20.01 | 7       | 5:21.50 | 11    |

## Гірськолижний спорт
Чоловіки
| Спортсмен            | Дисципліна         | Дистанція 1 | Дистанція 1 | Дистанція 2 | Дистанція 2 | Разом  | Разом |
| Спортсмен            | Дисципліна         | Час         | Місце       | Час         | Місце       | Час    | Місце |
| -------------------- | ------------------ | ----------- | ----------- | ----------- | ----------- | ------ | ----- |
| Трюгве Берге         | швидкісний спуск   |             |             |             |             | DSQ    | –     |
| Коре Опдал           | швидкісний спуск   |             |             |             |             | DSQ    | –     |
| Асле Сйостад         | швидкісний спуск   |             |             |             |             | 3:08.8 | 14    |
| Ян Торстенсен        | гігантський слалом |             |             |             |             | DSQ    | –     |
| Гутторм Берге        | гігантський слалом |             |             |             |             | DSQ    | –     |
| Ганс Магнус Андресен | гігантський слалом |             |             |             |             | 3:44.7 | 50    |
| Асле Сйостад         | гігантський слалом |             |             |             |             | 3:21.6 | 22    |
| Асле Сйостад         | слалом             | 1:36.4      | 25          | 2:04.5      | 17          | 3:40.9 | 18    |
| Ганс Магнус Андресен | слалом             | 1:35.0      | 21          | 2:06.8      | 21          | 3:41.8 | 20    |
| Ян Торстенсен        | слалом             | 1:33.1      | 14          | DSQ         | –           | DSQ    | –     |
| Гутторм Берге        | слалом             | 1:32.1      | 9           | DSQ         | –           | DSQ    | –     |

Жінки
| Спортсмен         | Дисципліна         | Дистанція 1 | Дистанція 1 | Дистанція 2 | Дистанція 2 | Разом  | Разом |
| Спортсмен         | Дисципліна         | Час         | Місце       | Час         | Місце       | Час    | Місце |
| ----------------- | ------------------ | ----------- | ----------- | ----------- | ----------- | ------ | ----- |
| Астрід Сандвік    | швидкісний спуск   |             |             |             |             | 1:54.4 | 27    |
| Інгер Йоргенсен   | швидкісний спуск   |             |             |             |             | 1:54.3 | 26    |
| Борггільд Ніскін  | швидкісний спуск   |             |             |             |             | 1:49.5 | 9     |
| Інгер Йоргенсен   | гігантський слалом |             |             |             |             | 2:04.4 | 24    |
| Астрід Сандвік    | гігантський слалом |             |             |             |             | 2:04.0 | 22    |
| Інгер Бйорнбаккен | гігантський слалом |             |             |             |             | 2:02.3 | 14    |
| Борггільд Ніскін  | гігантський слалом |             |             |             |             | 1:59.0 | 7     |
| Інгер Йоргенсен   | слалом             | 1:01.4      | 17          | 1:00.9      | 15          | 2:02.3 | 13    |
| Борггільд Ніскін  | слалом             | 59.0        | 11          | 1:00.0      | 12          | 1:59.0 | 11    |
| Астрід Сандвік    | слалом             | 58.9        | 10          | 59.1        | 5           | 1:58.0 | 6     |
| Інгер Бйорнбаккен | слалом             | 58.7        | 8           | 59.3        | 6           | 1:58.0 | 6     |

## Ковзанярський спорт
Чоловіки
| Дисципліна | Спортсмен             | Дистанція | Дистанція |
| Дисципліна | Спортсмен             | Час       | Місце     |
| ---------- | --------------------- | --------- | --------- |
| 500 м      | Гроар Елвенес         | 42.8      | 17        |
| 500 м      | Зігмунд Софтеланд     | 42.7      | 16        |
| 500 м      | Фінн Годт             | 42.5      | 13        |
| 500 м      | Алв Г'єстванг         | 41.0      | 3         |
| 1500 м     | Гроар Елвенес         | 2:16.0    | 24        |
| 1500 м     | Ян Крістіансен        | 2:13.7    | 16        |
| 1500 м     | Роальд Ос             | 2:12.9    | 10        |
| 1500 м     | Кнут Йоганнесен       | 2:12.2    | 9         |
| 5000 м     | Г'яльмар Андерсен     | 8:06.5    | 11        |
| 5000 м     | Торстейн Сеєрстен     | 8:06.4    | 10        |
| 5000 м     | Кнут Йоганнесен       | 8:02.3    | 8         |
| 5000 м     | Роальд Ос             | 8:01.6    | 6         |
| 10,000 м   | Кнут Танген           | 17:22.3   | 19        |
| 10,000 м   | Г'яльмар Андерсен     | 16:52.6   | 6         |
| 10,000 м   | Сверре Інгольф Гауглі | 16:48.7   | 4         |
| 10,000 м   | Кнут Йоганнесен       | 16:36.9   | 2         |

## Лижне двоборство
Дисципліни:
- нормальний трамплін
- лижні гонки, 15 км

| Спортсмен        | Дисципліна             | Стрибок з трампліна | Стрибок з трампліна | Стрибок з трампліна | Стрибок з трампліна | Лижні гонки | Лижні гонки | Лижні гонки | Разом   | Разом |
| Спортсмен        | Дисципліна             | Відстань 1          | Відстань 2          | Бали                | Місце               | Час         | Бали        | Місце       | Бали    | Місце |
| ---------------- | ---------------------- | ------------------- | ------------------- | ------------------- | ------------------- | ----------- | ----------- | ----------- | ------- | ----- |
| К'єтіль Мордален | індивідуальні змагання | 64.0                | 67.0                | 189.0               | 26                  | 57:43       | 234.500     | 6           | 423.500 | 14    |
| Арне Баргауген   | індивідуальні змагання | 64.5                | 68.0                | 199.0               | 15                  | 57:11       | 236.581     | 3           | 435.581 | 5     |
| Тормод Кнутсен   | індивідуальні змагання | 70.5                | 69.0                | 203.0               | 10                  | 58:22       | 232.000     | 9           | 435.000 | 6     |
| Сверре Стенерсен | індивідуальні змагання | 73.0                | 74.0                | 215.0               | 2                   | 56:18       | 240.000     | 1           | 455.000 | 1     |

## Лижні гонки
Чоловіки
| Дисципліна | Спортсмен           | Дистанція | Дистанція |
| Дисципліна | Спортсмен           | Час       | Місце     |
| ---------- | ------------------- | --------- | --------- |
| 15 км      | Магнар Інгебрігтслі | 54:30     | 30        |
| 15 км      | Мартін Стоккен      | 50:45     | 6         |
| 15 км      | Гокон Брусвеен      | 50:36     | 5         |
| 15 км      | Галлгейр Бренден    | 49:39     | 1         |
| 30 км      | Пер Олсен           | 1'51:15   | 19        |
| 30 км      | Оддмунд Єнсен       | 1'51:04   | 17        |
| 30 км      | Мартін Стоккен      | 1'49:38   | 15        |
| 30 км      | Галлгейр Бренден    | 1'49:29   | 14        |
| 50 км      | Мартін Стоккен      | DSQ       | –         |
| 50 км      | Біргер Вестермо     | DSQ       | –         |
| 50 км      | Едвін Ландсем       | 3'11:43   | 15        |
| 50 км      | Оддмунд Єнсен       | 3'11:14   | 14        |

Чоловіки, 4 × 10 км естафета
| Спортсмени                                               | Дистанція | Дистанція |
| Спортсмени                                               | Час       | Місце     |
| -------------------------------------------------------- | --------- | --------- |
| Гокон Брусвеен Пер Олсен Мартін Стоккен Галлгейр Бренден | 2'21:16   | 4         |

Жінки
| Дисципліна | Спортсмен            | Дистанція | Дистанція |
| Дисципліна | Спортсмен            | Час       | Місце     |
| ---------- | -------------------- | --------- | --------- |
| 10 км      | Інгрід Вігернес      | 43:40     | 27        |
| 10 км      | Гіна Регланд-Сігстад | 42:42     | 22        |
| 10 км      | Ракель Валь          | 40:49     | 11        |
| 10 км      | К'єлфрід Брусвеен    | 40:38     | 10        |

Жінки, 3 × 5 км естафета
| Спортсмени                                         | Дистанція | Дистанція |
| Спортсмени                                         | Час       | Місце     |
| -------------------------------------------------- | --------- | --------- |
| К'єлфрід Брусвеен Гіна Регланд-Сігстад Ракель Валь | 1'10:50   | 4         |

## Стрибки з трампліна
| Спортсмен        | Дисципліна          | Стрибок 1 | Стрибок 1 | Стрибок 1 | Стрибок 2 | Стрибок 2 | Стрибок 2 | Разом      | Разом            |
| Спортсмен        | Дисципліна          | Відстань  | Бали      | Місце     | Відстань  | Бали      | Місце     | Сума балів | Підсумкове місце |
| ---------------- | ------------------- | --------- | --------- | --------- | --------- | --------- | --------- | ---------- | ---------------- |
| Сверре Стенерсен | нормальний трамплін | 72.0      | 90.5      | 39        | 70.0      | 93.0      | 29        | 183.5      | 35               |
| Асбйорн Оснес    | нормальний трамплін | 75.5      | 102.0     | 18        | 72.0      | 97.5      | 21        | 199.5      | 18               |
| Сверре Сталлвік  | нормальний трамплін | 77.0      | 104.5     | 11        | 75.5      | 103.5     | 11        | 208.0      | 9                |
| Арне Гоел        | нормальний трамплін | 77.5      | 104.5     | 11        | 76.5      | 102.0     | 13        | 206.5      | 11               |